# Семен Олелькович

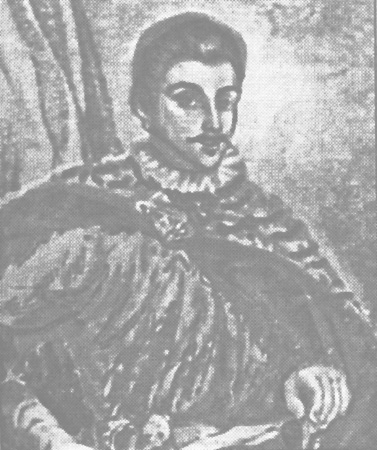
Зображення Семена Олельковича з книжки Петрова Н. І. «Волынь. Исторические судьбы Юго-Западного края» (1888)

Семе́н Оле́лькович (1420 — 3 грудня 1470) — останній князь київський (з 1455), князь слуцький, син Олелька Володимировича, правнук великого литовського князя Ольгерда. Один з величних монархів кінця XV століття, продовжувачів Київського князівства.

## Життєпис
Народився 1420 року. Був сином Олелька Володимировича та його дружини Анастасії, дочки великого князя московського Василія Дмитровича та його дружини Софії Вітовтівни. Охрещений в Слуцьку у 1420 році Київським митрополитом Фотієм.

## Внутрішня політика

### Великокняжі справи
Був представником руського (українського) елементу у Великому князівстві Литовському, Руському і Жемайтійському; воював з Золотою Ордою. Руська і литовська шляхта висували кандидатуру Семена Олельковича на Великого князя Литовського. Мав помірковані погляди щодо подальшого розвитку України під егідою Литви. Усяко перешкоджав поширенню польського впливу на країну. Мав надію, що вже після своєї смерті литовський князь затвердить його сина Олександра I на трон Руського князівства, якому перешкоджала польська аристократія.
Після смерті Вітовта Великого у 1430 році ослаб тиск адміністрації Литви та Польщі на Київщину, де поширився визвольний рух, очолюваний боярськими провідниками Мефодія Окальчича та ін., спрямований на відновлення влади старих князівських родів Ольговичів чи Ростиславовичів. У 1440 році було відновлено Київське князівство на чолі з князем Олельком, сином Володимира Ольгердовича, батьком Семена. Однак після смерті князя Семена Олельковича 1470 року Київське князівство назавжди припинило своє існування, а 1471 року утворене Київське воєводство.
Двічі (1456 і 1461) висунутий кандидатом на великокнязівський престол литовською та руською елітою, яка домагалася повного розриву литовсько-польської унії 1385 року та повернення до складу Великого князівства Литовського Західного Поділля.
1456 року Казимир IV Ягеллончик залагодив цей конфлікт, надавши Семену Олельковичу «в державу» Східне Поділля (Брацлавщину), а 1461 року прибічники незалежності змушені були відступити, не наважившись на збройний виступ.

### Київське князівство
Семен іменував себе «князем великого князівства своего Київського», підкреслюючи тим самим спадковий характер своєї влади над Києвом та князівством.
За участю Семена Олельковича і киян була остаточно розгромлена (1455) орда Сеїд-Ахмеда, що з 1430-х рр. панувала у межиріччі Дніпра та Дону, чим зміцнив військову потугу князівства та підніс його політичне значення. Частина території орди (лівобережжя Дніпра та Ворскли і майже до його гирла) відійшла до Київського князівства. Рештки орди Сеїд-Ахмета осадив на своїх землях («Семенові люди»). Князь охоче брав до себе на службу вихідців із степовиків (вони складали до третини «боярського загалу» Київщини), молдаван, поляків, німців, вихідців з інших земель Великого князівстваВійсько було головним його аргументом у стосунках з сусідами, та великими князями. Київщина за правління Семена була мілітаризованою — лише в Житомирській окрузій кожний третій чоловік належав до «кінних слуг» — дрібних бояр, що отримували землю за умови військової служби. Постійно укріплювалися й замки — старі та нові.
Підтвердив права на володіння землями Броварщини князів Половців та князів Броварських.

#### Обвід Свиридова
За часів володарювання Семена Олельковича остаточно формуються територіальні межі Київського князівства. У середині XV ст. під контролем Києва опинилися значні обшири: межі Київської землі сягали пониззя Дніпра, а сама територія Київщини складалася з Овруцького, Житомирського, Мозирського, Чорнобильського, Путивльського, Любецького, Остерського й Черкаського повітів.
Наприкінці 1450-х рр. за наказом Семена Олельковича було здійснено «обвід» південних кордонів князівства. Намісник Семена Олельковича Свиридов, «который от него Черкасы держал», здійснив розмежування Київського князівства із «землей Татарской Перекопской, Очаковом, Белым Городом (сучасним Білгородом-Дністровським) и с землей Волоской (Молдавією)».
Цей так званий «обвід Свиридова» не дійшов до нас в оригіналі. Він був відтворений за свідченнями київських, черкаських і канівських старожилів і поданий у вигляді доповідної записки Сигізмунду І десь у 40-х рр. XVI ст. Саме тому він містить анахронічні деталі — наприклад, згадку про Очаків. Насправді на час проведення розмежування на місті Очакова було поселення Дашів, згодом захоплене татарами, які заснували тут фортецю Кара-Кермен (Чорну фортецю). Пізніше її захопили турки, перейменувавши на Очаків.
Як би там не було, документ так окреслює південний кордон Київського князівства: річкою Мурафою до Дністра, потім униз Дністром, повз Тягиню (сучасні Бендери), «аж где Днестр упал в море; а оттоль, с устья Днестрова, лиманом пошла граница мимо Очакова аж до устья Днепрова … а от устья Днепрова до Таваня» — перевозу на нижньому Дніпрі, який становив спільну власність володарів Литви та Криму; далі кордон з Кримським ханством пролягав по річках Овечій Воді, Самарі, Сіверському Дінцю й Тихій Сосні.
Слід, однак, мати на увазі, що більшість обширів, які перебували під формальним контролем Семена Олельковича, являли собою справжню пустку.
Сумну картину цілковитого спустошення українських земель змальовує акт Семенового батька, Олелька Володимировича, котрий пожалував своєму бояринові Олехну Сохновичу «городище старое над Днепром Покалаурово, селище Булачин, селище Круглое, селище Сошниково … и к тому три городища за Днепром: Бусурменское, Ярославское, Сальково с озерцом Липовым, а селище Процево, а другое имение — селище Белки, Мохнач, селище Веприки, селище Островы над Ирпенем и Унавою, селище Махновщина, а землю над Здвижею Мелеховщину, а над Тетеревью Труденевщину и Тригубовщину, а на Росаве в поле два городища — Полствин и Кузяков». Наявне у тексті документа застереження («а пак ли бы на котором селище люди осели, то тые люди мают быти послушны» Олехну та його нащадкам) свідчить про те, що окреслені обшири були абсолютною пусткою ще перед татарськими погромами кінця  XV ст.; пізніші документи унаочнюють, що вони залишалися такими й у першій чверті XVI ст.

### Релігійна політика
У перші роки свого правління Семен Олелькович продовжував дотримуватися політики батька, що наприкінці життя дозволив поширити юрисдикцію московського митрополита Йони на землі Русі, що знаходилися під владою Великого князівства Литовського. Але при цьому непублічно підтримував контакти з унійним митрополитом київським Ісидором.
У 1458 році Ісидор відмовився від київської кафедри, рекомендувавши на «звільнене» місце свого давнього соратника Григорія II Болгариновича. Кандидатуру Григорія підтримав папа Калікст III і унійний константинопольський патріарх Григорій Мамма. Новопризначений отримав титул «митрополита Київського, Галицького і всієї Русі». Вірні українських та білоруських єпархій також прийняли Григорія беззаперечно, що викликало відверте роздратування в Москві. Йона надсилав пастві та литовським православним ієрархам листи, які, проте, залишалися без відповіді. Водночас Семен Олелькович, його брат Михайло та князь Юрій Гольшанський у 1460 році запевнили посланців з Москви, що унію таки не підтримують.
У 1467 році Григорій Болгаринович за цілковитої підтримки Семена Олельковича залишив унію і повернувся під омофор константинопольського патріарха Діонісія І, тим самим відновивши православну митрополію з центром у Києві, юрисдикція якої поширювалися на українські та білоруські єпархії на теренах Великого князівства Литовського та Польщі.

### Київське Відродження
Семен Олелькович надав у Києві прихисток інтелектуалам, що залишили Візантію, після падіння Константинополя (1453) — православним та юдеям.
Протегував літературним заняттям вченого гуртка при Софійському соборі, його коштом було відбудовано Києво-Печерський монастир. Здійснені в найближчому оточенні князя переклади зі староєврейської і латинської мов низки творів філосовського та науково-природничого змісту («Арістотелеві врата», «Шестокрил», «Космографія» та ін.), а також дві нові редакції Патерика Києво-Печерського (1460-1462) засвідчують зростання руської свідомості місцевих еліти й освічених кіл, звернення їх до власної істороричних традиції, їхніми спробами повернути Києву роль значного політичного і культурного центру.
Діяльність Семена Олельковича сприяла культурно-національному піднесенню в Наддніпрянській Україні з притаманними йому ренесансними тенденціями й відкритістю впливам як греко-православного світу, так і катололицької Західної Європи — яке отримало не зовсім точні назви «Київського» або ж «Олельківського Відродження».

## Зовнішня політика
Провадив самостійну політику щодо Кримського ханату, Молдавського князівства і Великого князівства Московського. Активно втручався у справи Золотої Орди.
1463 року видав сестру, Євдокію Олельківну, за господаря Молдови Штефана ІІІ.
Починаючи з 1463 року поширюється практика в неофіційному вжитку називати київського князя «царем», що може свідчити про наміри Семена Олельковича використати для зміцнення своєї влади та усамостійнення своєї держави ідею Києва як «другого Царгорода» аба «Третього Рима».

## Київське князівство після смерті князя Семена
У літописному записі про смерть останнього київського князя Симеона Олельковича говориться, що він «превознесеся во всей Руси, якоже великих киевских князей древних честно имя его». Сприяв обновленню св. церкви Богородиці Печерської. Був похований в Києво-Печерській лаврі, існував його надгробок з епітафією.
Семен Олелькович послав до короля Польщі Казимира IV Ягеллончика послів зі своїм бойовим конем та луком, з яким воював проти татар, та поручав під його опіку дружину та дітей. Кияни просили Великого князя Казимира поставити князем у Києві Семенового брата — Михайла, який був недавно назначений ним — новгородським князем. Литовці в свою чергу просили короля, щоб він замінив Київське князівство на литовську провінцію з намісником — Мартином Гаштовтом. Киян це обурило, оскільки М. Гаштовт був звичайним паном (не королівського чи княжого походження) та був католиком. Двічі кияни не прийняли приїзд Гаштовта, мовлячи, що воліють загинути, ніж схиляти голови перед литовцем. Такий стан справ надовго затримав Казимира в Литві, так як він побоювався наражати Велике князівство Литовське на небезпеку руського прагнення самостійності. Це було спричинено також і тим, що правлячі кола розуміли, що русини і литовці належали до різних конфесій.

## Сім'я, діти
Дружина — Марія, донька віленського воєводи Івана (Яна) Гаштольда. Діти:
- Василь (?—1495) — князь пінський (разом з матір'ю)[9];
- Софія (? — 7 лютого 1483) — дружина великого князя тверського Михайла ІІІ Борисовича[9];
- Олександра (не пізніш 1471 —1518) — княгиня пінська, дружина князя Федора Івановича Ярославича[5].